# Galina Kouzmenko
Galina Kouzmenko   (Pishchanii Brid, 28 de desembre de 1896 - Taraz, 23 de març de 1978) va ser una professora ucraïnesa i revolucionària anarquista.
Després de traslladar-se al sud d'Ucraïna, es va convertir en una figura destacada dins de les files de la Makhnovshchina, un moviment de masses per establir una societat anarcocomunista. Kouzmenko va encapçalar les activitats educatives del moviment, va promoure l'ucraïnització i va actuar com a defensora ferma dels drets de les dones. Juntament amb el seu marit, el líder militar anarquista Nèstor Makhnò, el 1921 va fugir a l'exili de la repressió política a Ucraïna. Mentre estava empresonada per activitats subversives a Polònia, va donar a llum la seva filla Elena Mikhnenko, a qui va portar amb ella a París. Després de la mort del seu marit, l'esclat de la Segona Guerra Mundial va comportar la seva deportació per a fer treballs forçats, primer pels nazis i després pels soviètics. Després del seu alliberament, va passar els seus últims dies amb la seva filla a la República Socialista Soviètica del Kazakhstan.